# Topolnitsa (Kjoestendil)
Topolnitsa (Bulgaars: Тополница) is een dorp in Bulgarije. Het dorp is gelegen in de gemeente Doepnitsa in de oblast Kjoestendil. De afstand tot Kjoestendil is hemelsbreed 37 km en de afstand tot Sofia is 41 km.

## Bevolking
Op 31 december 2019 woonden er 90 personen in het dorp, een drastische daling vergeleken met het maximum van 1.459 personen in 1946.
|  |

Van de 157 inwoners reageerden er 156 op de optionele volkstelling van 2011. Alle 156 respondenten identificeerden zichzelf als etnische Bulgaren.
| Etniciteit   | Aantal | %      |
| ------------ | ------ | ------ |
| Bulgaren     | 156    | 100,0% |
| Turken       | ...    | ...    |
| Roma         | ...    | ...    |
| Overig       | ...    | ...    |
| Respondenten | 157    |        |

Balanovo - Bistritsa - Blatino - Deljan - Djakovo - Doepnitsa - Dzjerman - Gramade - Jachinovo - Krajni Dol - Krajnitsi - Kremenik - Palatovo - Piperevo - Samoranovo - Topolnitsa - Tsjerven Breg